# Тинеманн, Вильгельм
Георг Август Вильгельм Тинеманн (нем. Georg August Wilhelm Thienemann, 6 сентября 1781, Глайна — 9 или 19 декабря 1864, Коченброда) — германский орнитолог-любитель, брат известного орнитолога Людвига Тинеманна.

## Биография
Георг Август Вильгельм Тинеманн родился в семье пастора. В апреле 1796 года поступил в гимназию в Наумбурге, впоследствии изучал богословие и естественные науки в Лейпцигском университете (завершил богословское образование в университете Галле).
Был домашним учителем, а затем пастором в разных городах Тюрингии; в январе 1856 года вышел в отставку и занимался исключительно естественными науками, изучая, главным образом, встречающихся на его родине птиц.
Опубликовал ряд статей о появлении, гнездовании и распространении в Западной Европе стрепета (Otis tetrax), затем «Zur Kenntnis der Zoologischen Litteratur» (журнал «Rhea», 1847); «Ueber Schaden und Nutzen d. Feldtauben. Ein Beitrag zur Lösung d. Taubenfrage» (Галле, 1876).
Его сын Вильгельм Август также стал пастором, а внук Иоганнес Тинеманн (1863—1938) по семейной традиции изучал богословие и проявлял интерес к орнитологии, в 1901 году основал орнитологическую станцию на Куршской косе.